# Distrito Municipal de Bonnyville n.º 87
Bonnyville n.º 87 es un distrito municipal canadiense situado en la provincia de Alberta.

## Superficie
Bonnyville n.º 87 tiene una superficie de 6005,3 km².

## Demografía
En 2021, tenía 12 897 habitantes, una densidad poblacional de 2,1 hab./km², y 5487 viviendas.